# Dicliptera paniculata
Dicliptera paniculata es una especie de planta floral del género Dicliptera, familia Acanthaceae.

## Descripción
Es una especie con una raíz pivotante corta, cuyos tallos pueden crecer 60–180 centímetros, con semillas de 1,8 a 2,5 mm de diámetro. Los tallos son muy ramificados, con tricomas (pelos) glandulares cortos. Las hojas son ovadas de 1,5–10 × 0,8–4,5 centímetros; ápice agudo, pecíolo de 2–22 mm de largo. Se encuentra en bosques densos y pastizales arbolados, también en márgenes de ríos.

## Distribución
Es nativa de Assam, Bangladés, Benín, Botsuana, Burkina Faso, Camboya, Camerún, Cabo Verde, Chad, Centro-sur de China, Sudeste de China, Yibuti, Egipto, Eritrea, Etiopía, Gambia, Estados del Golfo, India, Kenia, Laquedivas, Malaui, Malí, Mauritania, Mozambique, Birmania, Namibia, Nepal, Níger, Nigeria, Omán, Pakistán, Filipinas, Arabia Saudita, Senegal, Socotra, Somalia, Sudán, Tanzania, Tailandia, Uganda, Vietnam, Himalaya occidental, Yemen, Zambia y Zimbabue.

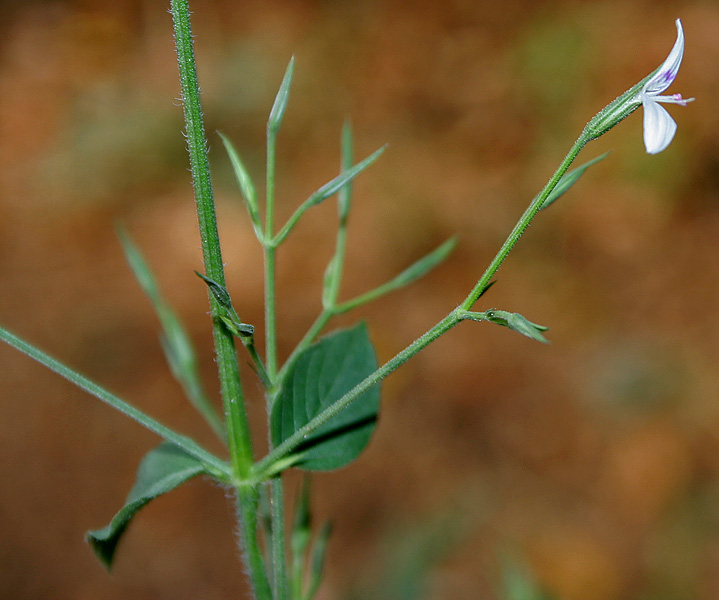
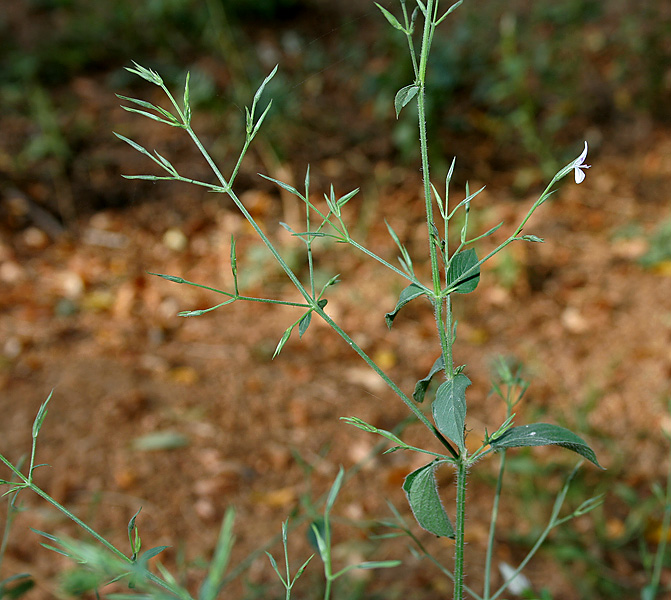
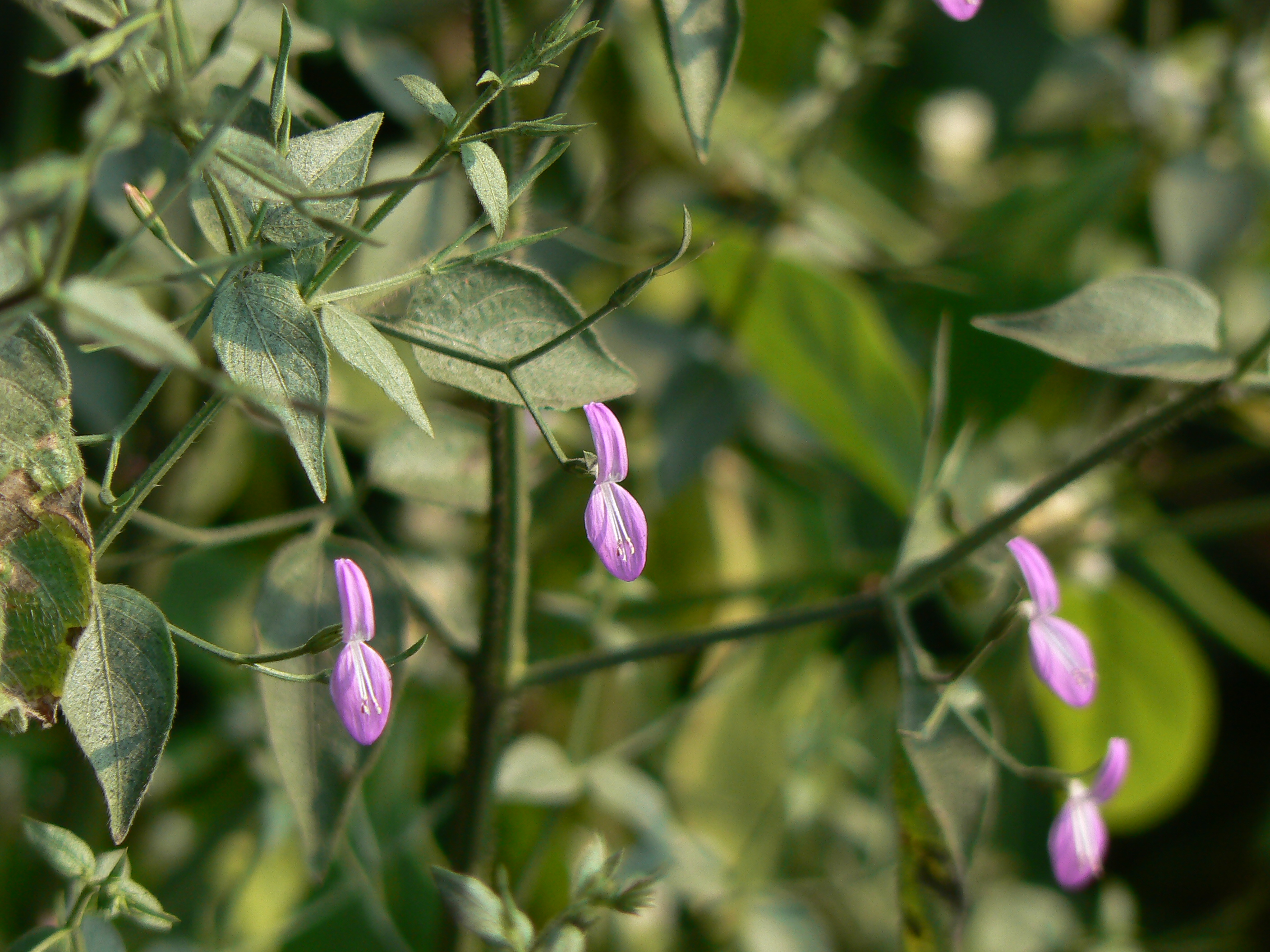
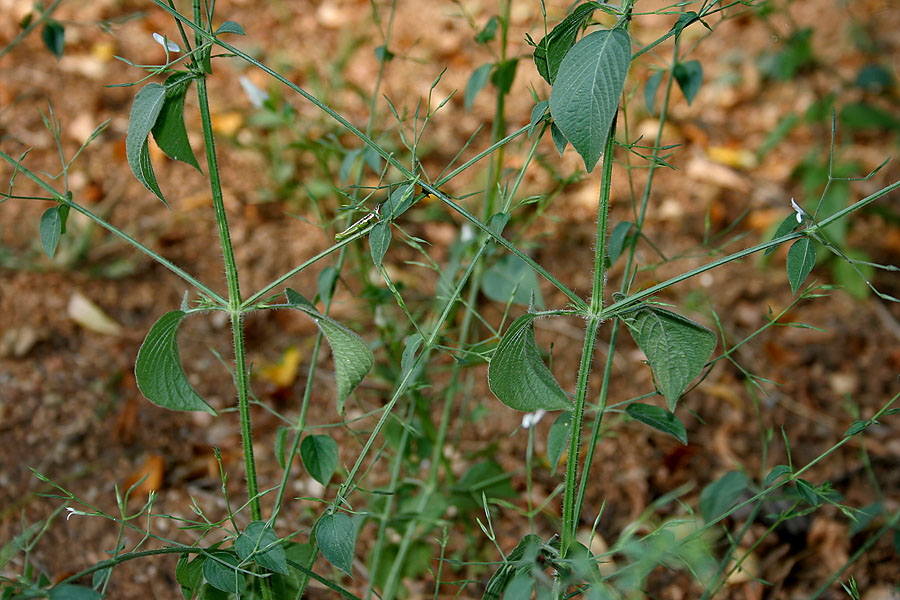